# Brandon Steven

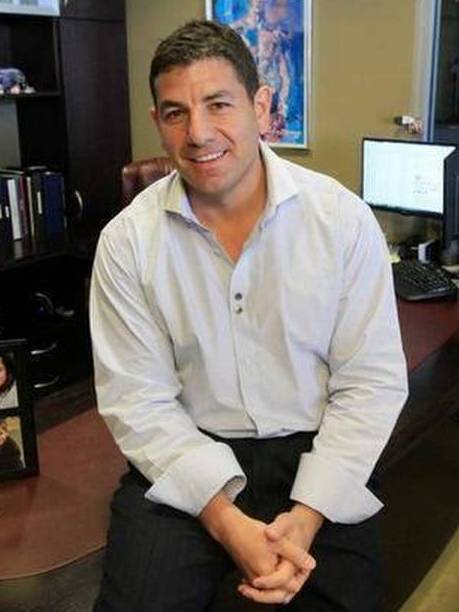
Brandon Steven (2015)

Brandon Steven (* 25. Juli 1973 in Wichita, Kansas) ist ein US-amerikanischer Unternehmer und Pokerspieler.

## Kindheit und Ausbildung
Steven ist der Sohn der Lehrerin Rebecca Steven und des Unternehmers Rodney Steven Sr. Er hat zwei Brüder und eine Schwester. Sein Vater besaß in Wichita 15 Waschanlagen der Kette Little Joe’s Car Wash, eine Sanitärfirma und ein Geschäft für Skizubehör.
Steven begann im Alter von 17 Jahren mit dem Verkauf von Gebrauchtwagen. Er besuchte gemeinsam mit seinem Bruder Rodney die Southern Illinois University in Carbondale, Illinois, und machte 1995 einen Bachelorabschluss in Marketing. Steven hatte während des College verschiedenste Jobs, so arbeitete er im Kauf und Verkauf von Gebrauchtwagen sowie im Verkauf von T-Shirts und Süßigkeiten.

## Unternehmer
Steven gründete 1996 das Unternehmen Brandon Steven Motors in Wichita. Gemeinsam mit seinem Bruder Rodney eröffnete er den Genesis Health Club, das zweite Fitnessstudio in Wichita. 1997 gründeten sie gemeinsam Steven Enterprises, LLC. Steven konzentrierte sich anschließend auf sein Gebrauchtwagengeschäft. 2004 kaufte er sein erstes Autohaus für Subarus. 2007 erwarb er für Fords ein Autohaus in Augusta. Seit 2009 arbeitet Steven mit einem Suzuki-Franchise zusammen. Mit Super Car Guys eröffnete er zudem ein Geschäft für gebrauchte Supersportwagen.
Im Jahr 2008 erwarb Steven einen Minderheitsanteil an Eddy’s Toyota, 2011 kaufte er eine Mehrheitsbeteiligung. Steven fügte dem Händler im April 2014 Chrysler, Dodge, Jeep und Ram hinzu. Im April 2015 kaufte Steven in Wichita sowohl einen Händler für Chevrolets und Cadillacs als auch einen Volvo-Händler auf. Im Juli 2016 kam mit dem Kauf von Lee’s Summit Mazda in Lee’s Summit, Missouri, ein weiteres Geschäft dazu.

## Pokerkarriere
Seine erste Geldplatzierung bei einem Live-Turnier erzielte Steven im Dezember 2006 im Hotel Bellagio am Las Vegas Strip. Im Juni 2007 war er erstmals bei der World Series of Poker (WSOP) im Rio All-Suite Hotel and Casino am Las Vegas Strip erfolgreich und kam bei einem Turnier der Variante No Limit Hold’em ins Geld. Bei der WSOP 2010 erreichte er im Main Event den achten Turniertag. Steven belegte den mit rund 635.000 US-Dollar dotierten zehnten Platz und schied damit unmittelbar vor dem Finaltisch aus. Mitte Mai 2013 saß er am Finaltisch des Main Events der World Poker Tour im Bellagio und erhielt als Fünfter mehr als 220.000 US-Dollar. Bei der WSOP 2013 belegte der Amerikaner beim High Roller for One Drop, dem mit einem Buy-in von 111.111 US-Dollar teuersten Event auf dem Turnierplan, den siebten Platz und sicherte sich über 620.000 US-Dollar. Im Juli 2016 platzierte er sich bei diesem Turnier erneut in den Geldrängen und erhielt für seinen zehnten Platz knapp 400.000 US-Dollar. Im Oktober 2016 gewann Steven das Aria Super High Roller im Aria Resort & Casino mit einer Siegprämie von 648.000 US-Dollar. Bei der WSOP 2022, die erstmals im Bally’s Las Vegas und Paris Las Vegas ausgespielt wurde, beendete er das 250.000 US-Dollar teure Super High Roller als Zweiter und erhielt seine bislang mit Abstand höchste Auszahlung von mehr als 2,8 Millionen US-Dollar. Auch bei der WSOP 2023 saß der Amerikaner bei diesem Turnier am Finaltisch und belegte den mit rund 575.000 US-Dollar dotierten achten Platz.
Insgesamt hat sich Steven mit Poker bei Live-Turnieren mehr als 6,5 Millionen US-Dollar erspielt.

## Persönliches
Steven ist verheiratet und sechsfacher Vater. Er lebt in Wichita.